# سبک کلبه سوئیسی
سبک کلبه سوئیسی (آلمانی: Schweizerstil , نروژی: Sveitserstil) یک سبک معماری از تاریخ گرایی متأخر است که در اصل از کلبه‌های روستایی در سوئیس و مناطق آلپ (کوهستانی) اروپای مرکزی الهام گرفته شده‌است. این سبک به طرح‌های ساختمان‌های سنتی اشاره دارد که با سقف‌ها و نماهایی که به‌طور گسترده با بالکن‌های چوبی و تزئینات حکاکی شده تزئین شده‌اند، مشخص می‌شود. در دوران بل اپوک در آلمان، اتریش-مجارستان، ایتالیا، فرانسه و اسکاندیناوی گسترش یافت.

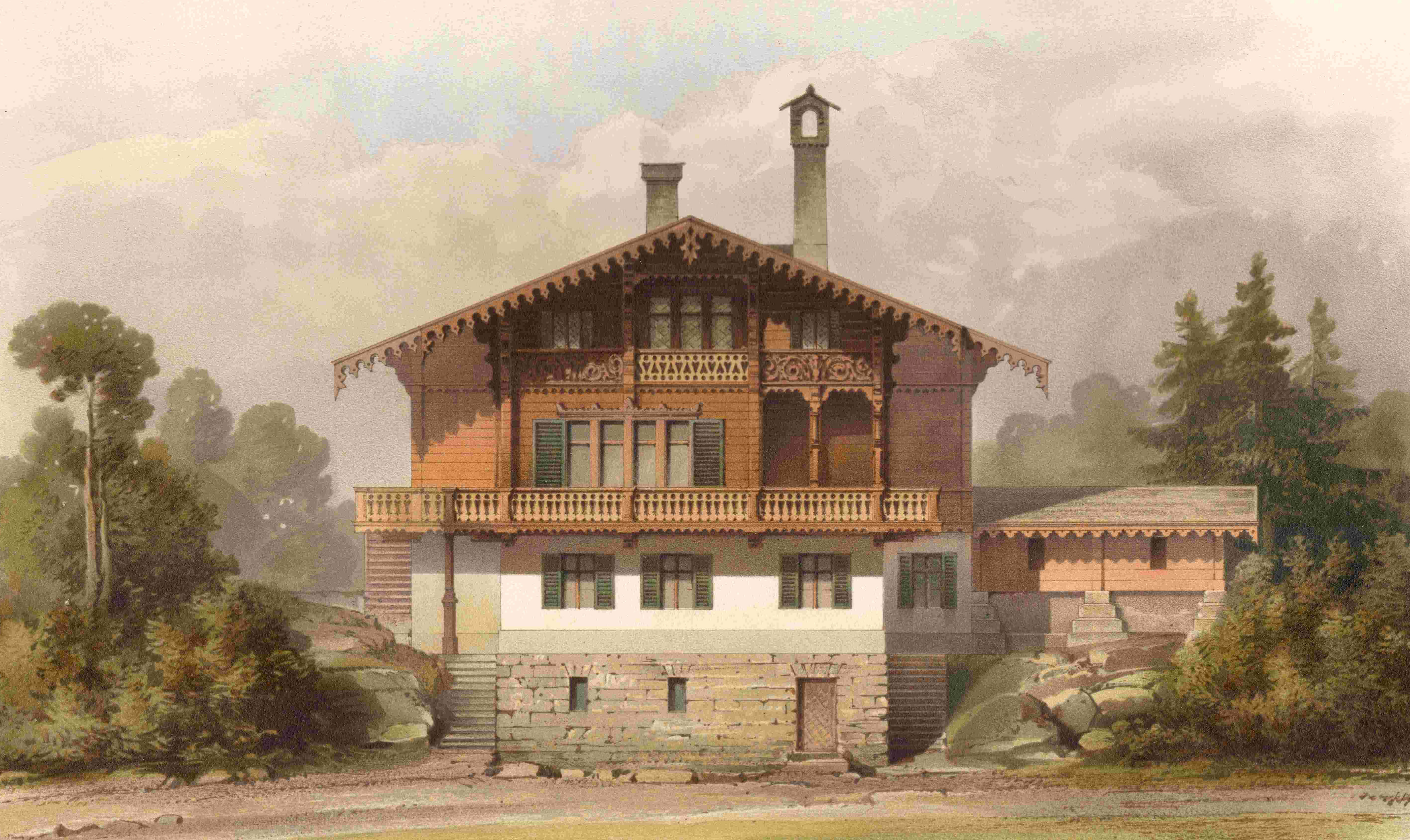
Schweizerhaus در Klein Glienicke نزدیک برلین، طراحی شده توسط فردیناند فون آرنیم، سال ۱۸۶۷

## تاریخ
سبک کلبه سوئیسی در دوران رمانتیک اواخر قرن ۱۸ و اوایل قرن ۱۹، زمانی که ایده‌های باغ منظره انگلیسی الهام‌بخش پارک‌ها و اقامتگاه‌هایی در آلمان بود، مانند قلمرو باغ دساو-ورولیتزر، نشات گرفت. زمین داران نجیب که تحت تأثیر «زندگی ساده» مردمی که در کوهستان زندگی می‌کنند، در این قاره بسیار مورد استقبال قرار گرفت. سبک کلبه به زودی در مناظر Mittelgebirge آلمان مانند کوه‌های هارتس یا منطقه درسدن و منطقه مجاور شمال بوهمی گسترش یافت. به عنوان یک سبک ساختمانی «نوین»، همچنین بر معماری استراحتگاه در امتداد ساحل دریای بالتیک، مانند بینتس یا هرنگسدورف، تأثیر گذاشت. در حدود سال ۱۹۰۰، عناصر طراحی در ساخت خانه‌های خانوادگی متعدد بورژوازی و همچنین توسط معماران برجسته ای مانند هاینریش فون فرستل برای ساخت عمارت‌ها و هتل‌های بزرگتر مورد استفاده قرار گرفت.
این سبک با اولین موج‌های گردشگری افراد ثروتمند از شمال و غرب اروپا محبوبیت بیشتری پیدا کرد و در سایر نقاط اروپا و آمریکای شمالی، به ویژه در معماری نروژ، ایسلند و هلند و در معماری خانه‌های روستایی رایج شد. سوئد و سینسیناتی (اوهایو، ایالات متحده آمریکا)، در اواخر قرن نوزدهم و اوایل قرن بیستم. نمونه‌های انگلیسی سبک کلبه شامل خانه قایق در بلتون هاوس، لینکلن شایر، توسط آنتونی سالوین و کلبه سوئیسی در خانه آزبورن، در جزیره وایت، ساخته شده برای فرزندان ملکه ویکتوریا است.

## مشخصات
این سبک با موارد زیر مشخص می‌شود:
- سقف‌های شیروانی با لبه‌های پهن
- تیرهای ساختمانی در معرض، از جمله براکت‌های بزرگ
- کنده کاری و قالب‌های تزئینی
- بالکن‌هاخانه بومانته (۱۹۰۵) در کلیولند، اوهایو، نمونه ای از سبک احیای کلبه سوئیسی.
- پنجره‌های بزرگ

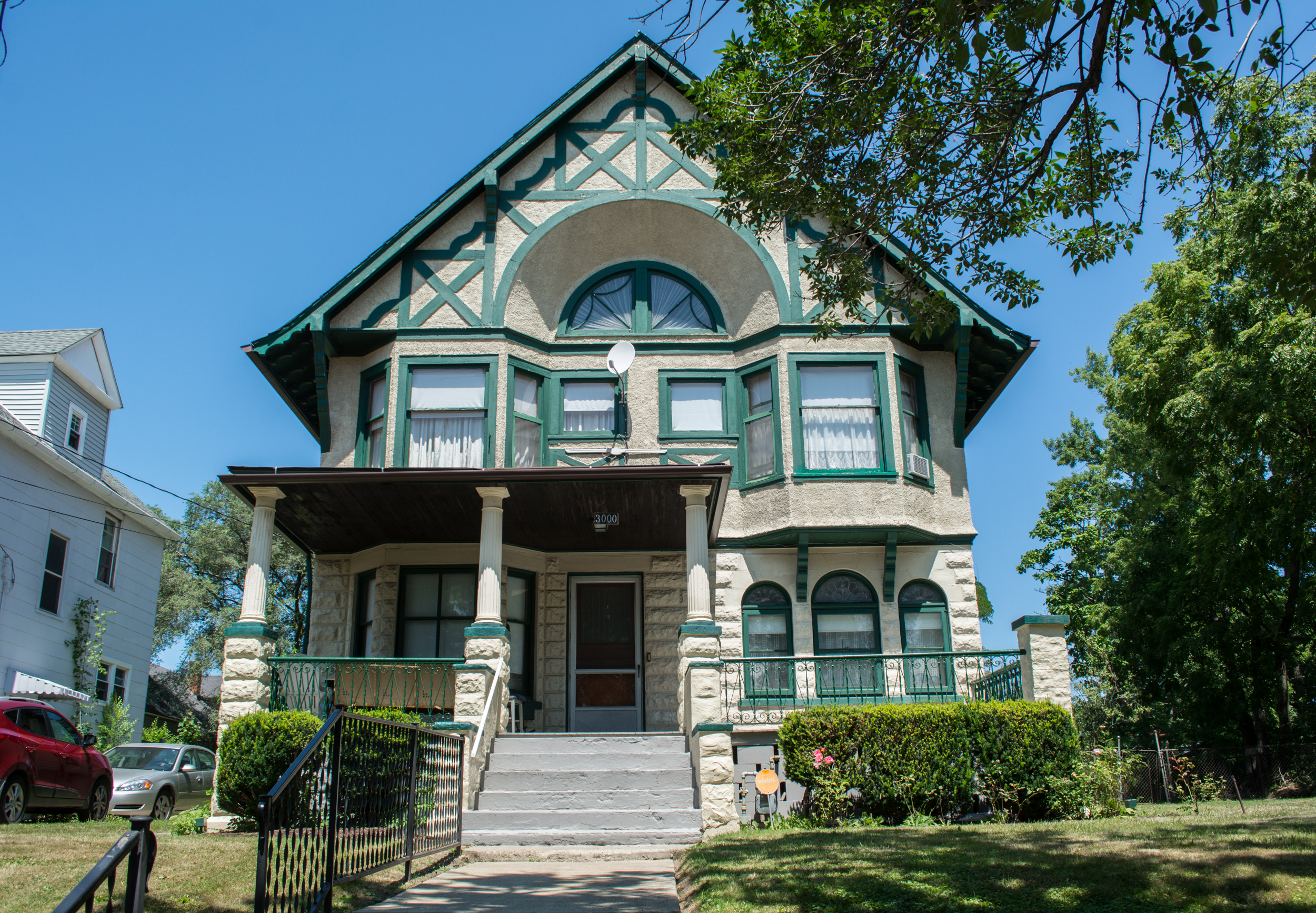
خانه بومانته (۱۹۰۵) در کلیولند، اوهایو، نمونه ای از سبک احیای کلبه سوئیسی.

- تابلوی هوا، معمولاً رنگ آمیزی شده، اغلب در رنگ‌های روشن

## احیای سبک کلبه سوئیسی
معماری احیای کلبه‌های سوئیسی در ایالات متحده توسعه یافت و از سبک اصلی کلبه‌های سوئیسی در سوئیس تقلید کرد. این سبک در اوایل قرن بیستم در ایالات متحده رایج بود، تقریباً همزمان با دوران هنر و صنایع دستی.

## تصاویر

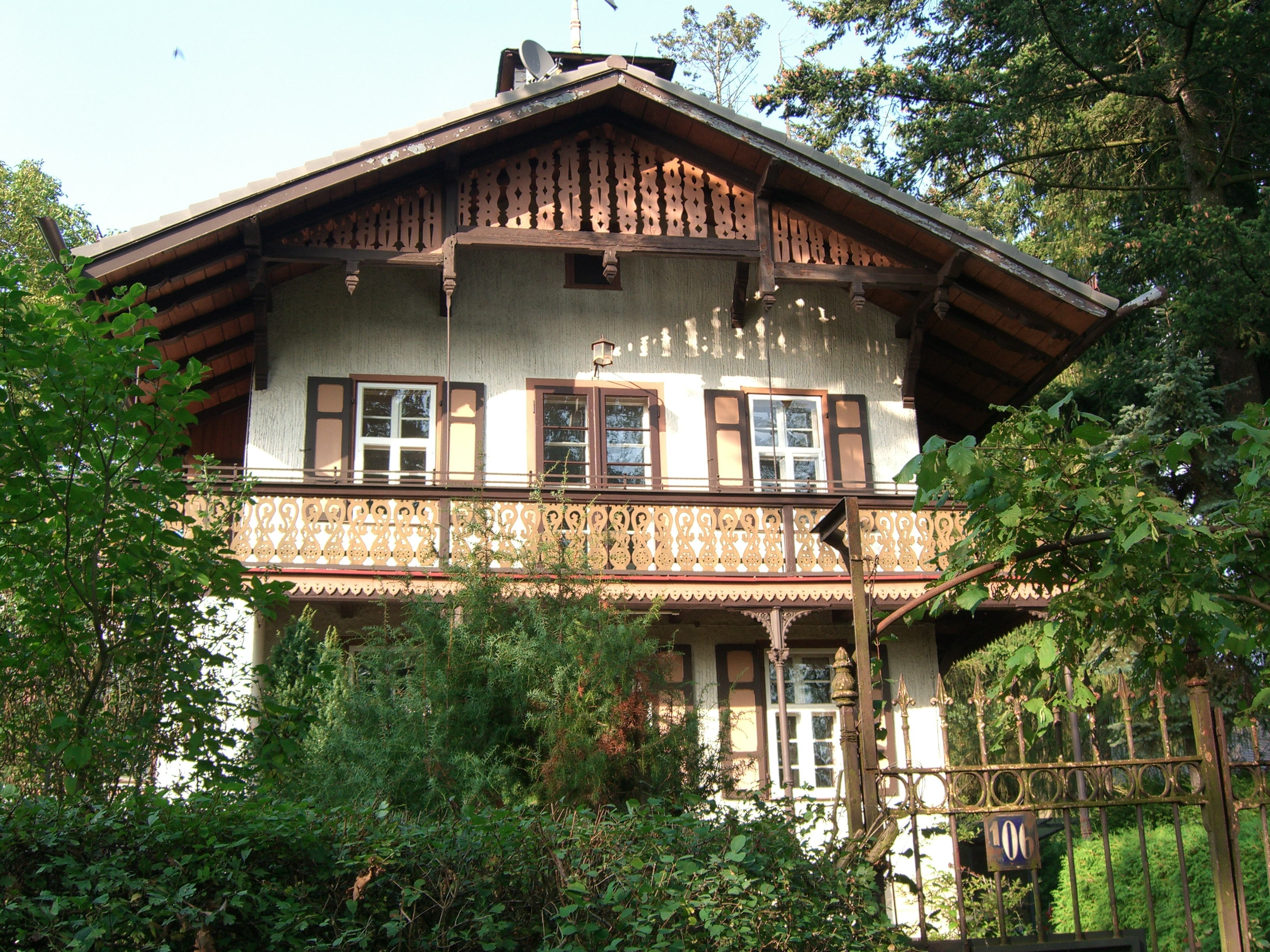
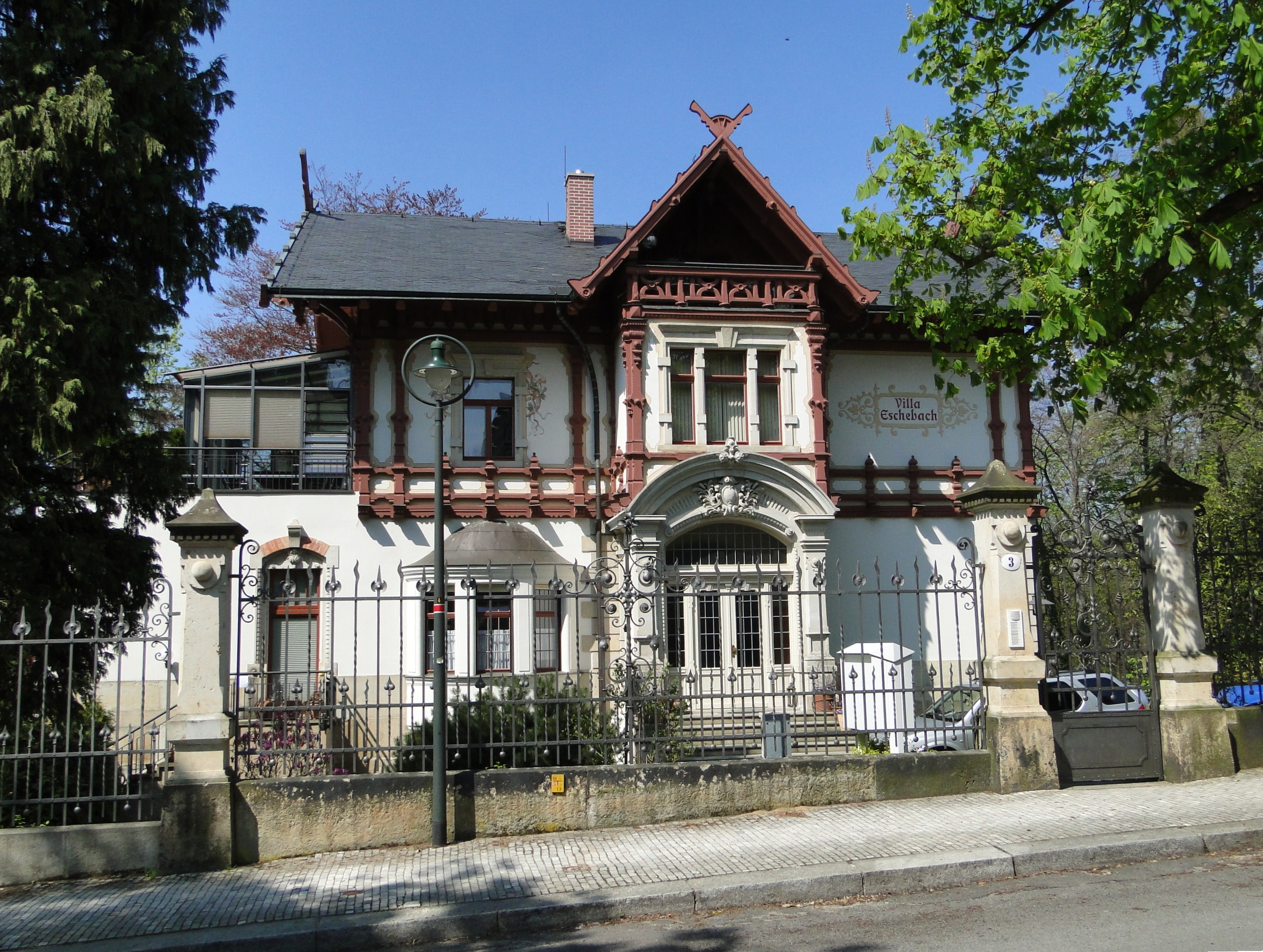
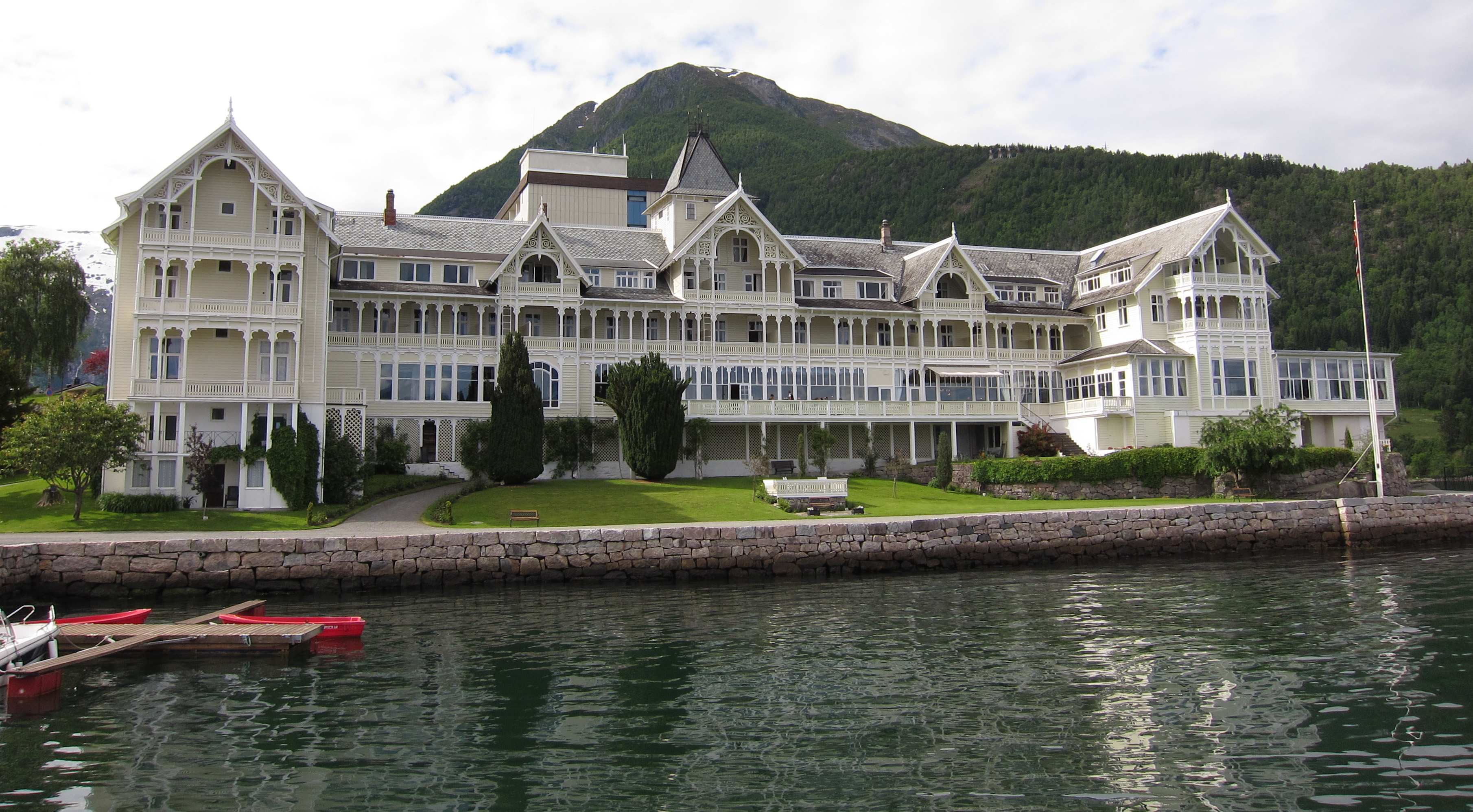
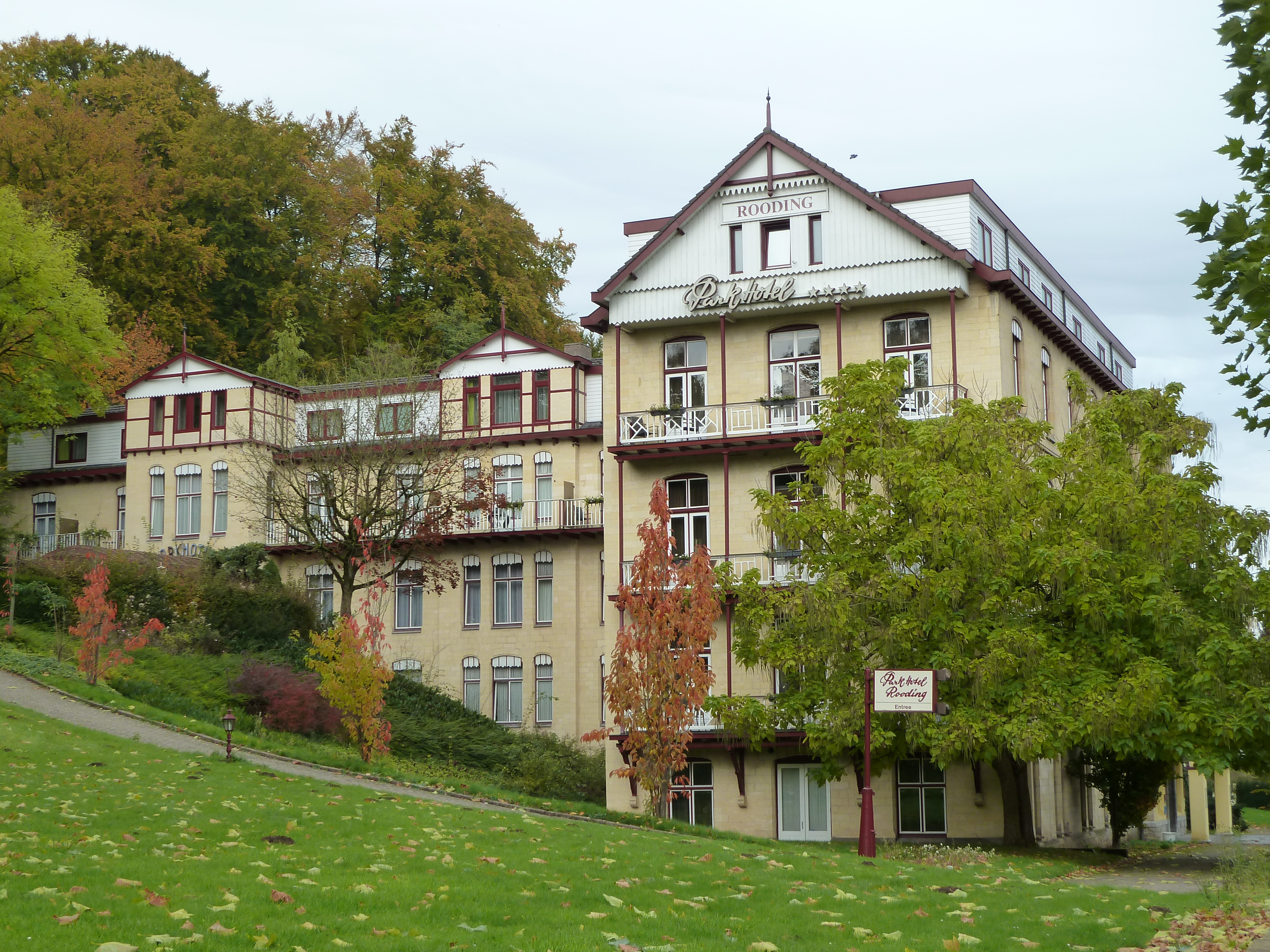
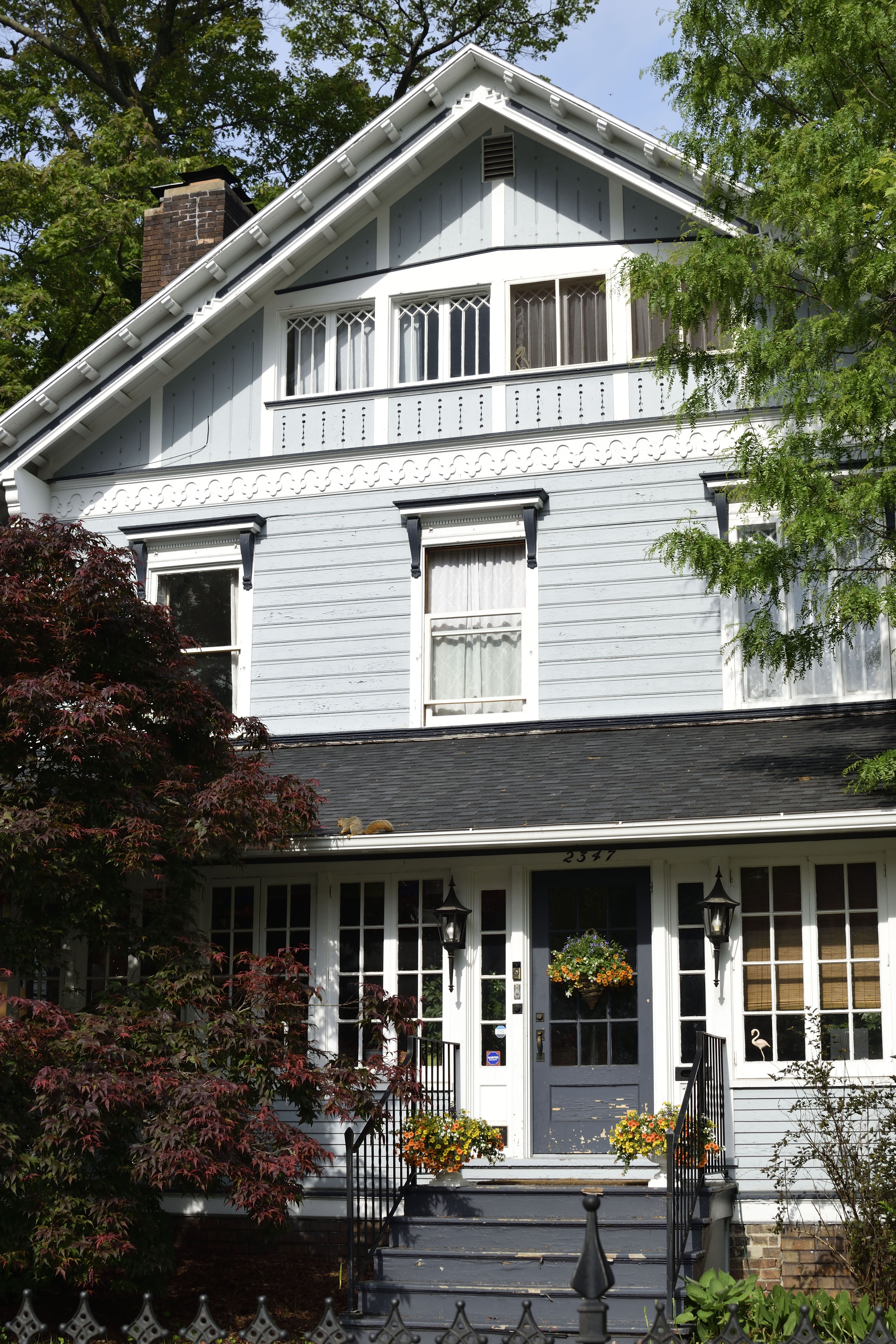